# Polydesmus coriaceus
Polydesmus coriaceus är en mångfotingart som beskrevs av Carl Oscar von Porat 1871. Polydesmus coriaceus ingår i släktet Polydesmus och familjen plattdubbelfotingar. Inga underarter finns listade i Catalogue of Life.